# 만세로
만세로(Manse-ro)는 경기도 안성시 모산사거리와 경기도 평택시 한성아파트사거리를 잇는 19.1km의 도로이다.

## 주요 경유지
경기도
- 안성시 (안성동. 양성면. 원곡면)- 평택시 (비전동)

## 노선
| 이름             | 접속 노선                          | 소재지 | 소재지                | 비고                                    |
| ---------------- | ---------------------------------- | ------ | --------------------- | --------------------------------------- |
| 모산사거리       | 국도 제38호선 (서동대로)           | 안성시 | 안성동                | 지방도 제306호선, 지방도 제321호선 중복 |
| 모산 교차로      | 국가지원지방도 제23호선 (안성대로) | 안성시 | 안성동                | 지방도 제306호선, 지방도 제321호선 중복 |
| 명당교           |                                    | 안성시 | 양성면                | 지방도 제306호선, 지방도 제321호선 중복 |
| 동항사거리       | 양성로 장터길                      | 안성시 | 양성면                | 지방도 제306호선, 지방도 제321호선 중복 |
| 양성사거리       | 덕봉서원로 읍내길                  | 안성시 | 양성면                | 지방도 제306호선, 지방도 제321호선 중복 |
| 만세고개         |                                    | 안성시 | 양성면                | 지방도 제306호선, 지방도 제321호선 중복 |
| 원곡면           |                                    | 안성시 |                       | 지방도 제306호선, 지방도 제321호선 중복 |
| 칠곡삼거리       | 용소길                             | 안성시 | 지방도 제302호선 구간 |                                         |
| 하가천삼거리     | 청원로 가천중앙1길                 | 안성시 | 지방도 제302호선 구간 |                                         |
| 청용 교차로      | 국도 제45호선 (남북대로)           | 평택시 | 비전동                |                                         |
| 기남방송삼거리   | 새말로 이화로                      | 평택시 | 비전동                |                                         |
| 청용교           |                                    | 평택시 | 비전동                |                                         |
| 이곡사거리       | 평남로                             | 평택시 | 비전동                |                                         |
| 한성아파트사거리 | 국도 제1호선 (경기대로)            | 평택시 | 비전동                |                                         |
| 평택2로와 직결   |                                    |        |                       |                                         |

## 주요 건물 및 시설
- 현대자동차 블루핸즈현대모터스 (만세로 37/모산리 410-3)
- SK에너지 친환경주유소 (만세로 43/모산리 410-4)
- E1 안성에너지충전소 (만세로 77-1/모산리 396-3)
- S-OIL 성신주유소 (만세로 222/소내리 185-9)
- 이마트24 안성소내리점 (만세로 222/소내리 185-9)
- CU 안성명당점 (만세로 497/명당리 32-5)
- 현대오일뱅크 오라클코리아 만세주유소지점 (만세로 498/명당리 30-2)
- 양성119지역대 (만세로 605/동항리 267-7)
- 좋은동물병원 (만세로 622/동항리 693-4)
- 농협 양성농협주유소 (만세로 627/동항리 687)
- GS25 안성동항점 (만세로 697/동항리 632-5)
- GS칼텍스 칠곡IC주유소 (만세로 991/칠곡리 67-3)
- CU 서안성휴게소점 (만세로 1071/칠곡리 180-4)
- 세븐일레븐 안성칠곡점 (만세로 1096/칠곡리 313-3)
- CU 안성원곡베스트점 (만세로 1404/외가천리 230-15)
- 이디야커피 안성원곡점 (만세로 1413/외가천리 226-69)
- SK에너지 평원주유소 (만세로 1465/청룡동 58-19)
- GS25 평택청룡점 (만세로 1545/청룡동 171-6)
- GS칼텍스 만세로주유소 (만세로 1555/청룡동 196-1)
- HD현대오일뱅크 청룡주유소 (만세로 1595/청룡동 226-8)
- 농협 평택농협주유소 (만세로 1649/죽백동 442-2)
- 스타벅스 평택죽백DT점 (만세로 1707/죽백동 479-7)
- 버거킹 평택죽백DT점 (만세로 1709/죽백동 482-3)